# Eduardo Sebrango
Eduardo Sebrango (n. 13 de abril de 1973 en Sancti Spíritus) es un exjugador de fútbol cubano, nacionalizado canadiense, su último equipo fue el Montreal Impact del campeonato Major League Soccer.

## Formación

### Club
Sebrango comenzó su carrera en Cuba con el equipo de su ciudad, Sancti Spíritus, donde permaneció 14 temporadas con el club en categoría juvenil y mayor. 
Sebrango emigró de Cuba a Canadá en 1998, y posteriormente fue fichado por el Vancouver 86ers de la entonces A-League. Marcó 18 goles y registró 10 asistencias para Vancouver, antes de ser transferido a Hershey Wildcats en 2001. 
En 2002 Sebrango fue contratado por el Montreal Impact, y, en su primera temporada anotó 18 goles en 28 partidos y fue incluido en el equipo de las estrellas de la USL First Division. En 2004 Sebrango ayudó al Montreal Impact a levantar el trofeo de la USL First Division Championship al derrotar a los Sounders de Seattle por 2-0 el 18 de septiembre. Durante la temporada regular, Sebrango contribuyó con ocho goles y tres asistencias. En total, Sebrango apareció en 83 juegos, anotando 36 goles y seis asistencias, convirtiéndose en el segundo máximo goleador de todos los tiempos para el club. 
En 2006 Sebrango fue traspasado a los Vancouver Whitecaps a cambio de Daniel Antoniuk. Con el 'Caps jugó un papel importante en playoffs, donde marcó un gol en la victoria de 2-0 sobre el Miami FC. En el partido de semifinales marcó un gol memorable contra su exequipo, el Montreal Impact, que los Whitecaps ganaron por 2-0. Lamentablemente, Sebrango fue expulsado del partido después de marcar su gol por quitarse la camiseta en la celebración, y fue suspendido para la final. Con Sebrango en las gradas de su equipo, lograron ganar la USL First Division al vencer a los Rochester Raging Rhinos 3-0, su tercer título con tres equipos diferentes. 
En 2008 Sebrango ayudó a que los Whitecaps lideraran la puntuación en la temporada regular con 12 goles y tres asistencias para 27 puntos en 29 partidos. Sebrango también logró dos goles en tres partidos del Campeonato Canadiense de Fútbol y dos goles en cinco partidos de postemporada. Jugó un papel importante para ayudar a los Whitecaps ganar su segundo USL First Division campeonato en tres años. 
El 30 de septiembre de 2008 fue convocado para el equipo de las estrellas de la USL First Division. 
En noviembre de 2008, Sebrango, firmó una vez más para jugar con el Montreal Impact. En su primera aparición, Sebrango anotó dos goles en un juego de cuartos de final de la Liga de Campeones de la CONCACAF contra el club mexicano Santos Laguna. Durante la temporada 2009 de la USL Sebrango contribuyó a la clasificación de los Impact a la Liguilla con el nuevo entrenador Marc Dos Santos. El 22 de julio Sebrango anotó dos goles que fueron los goles número 99 y 100 en su carrera dentro de la Primera División de la USL en una emocionante victoria 4-1 sobre el Cleveland City Stars. En los playoffs, anotó su primer gol en el segundo partido de las semifinales contra Puerto Rico Islanders, que fue el gol del triunfo del Impact en la victoria 2-1 que le permitió a su equipo avanzar a la final. En la final de los playoffs sus oponentes terminarían por ser los Vancouver Whitecaps, siendo la primera vez en la historia de la USL que el partido final se disputó entre dos clubes canadienses. El 10 de octubre de 2009 en el primer partido de la final Sebrango anotó una vez más el gol en la victoria por 3-2 en Vancouver. Después ganaron el segundo partido en Montreal con una puntuación de 3-1, con lo que Montreal ganó la serie con un marcador global 6-3. La victoria le dio a Impact el tercer título en el campeonato USL y también la quinta victoria para Sebrango en el Campeonato de la USL.

### Internacional
Sebrango era un jugador regular en la Selección de fútbol de Cuba, en donde disputó 24 partidos internacionales anotando 16 goles para el equipo antes de su defección. A causa de su defección de Cuba perdió la ciudadanía cubana y no se le permitió regresar a la isla. 

## Personal
Después de su deserción de Cuba Sebango se convirtió en un ciudadano canadiense, pero nunca fue elegible para jugar con la selección de fútbol de Canadá debido a sus presencias anteriores en partidos internacionales de Cuba. 
Además de su carrera como jugador, Sebrango es entrenador del Club North Player Shore y entrenador del Club sub-14 de Metro Selects. 

## Galardones

### Rochester Rhinos
- USL First Division Campeón (1): 2000

### Montreal Impact
- USL First Division Campeón (2): 2004, 2009
- USL First Division Copa del Comisario (1): 2005
- Copa Voyageurs (4): 2002, 2003, 2004, 2005.

### Vancouver Whitecaps
- USL First Division Campeón (2): 2006, 2008

### Individual
- Campeonato Canadiense Bota de Oro : 2008 (co-ganador)

## Estadísticas de su carrera
| Equipo                 | Teamporada          | Liga     | Liga Doméstica | Liga Doméstica | Liga Doméstica | Finales Doméstica | Finales Doméstica | Finales Doméstica | Copa Doméstica | Copa Doméstica | Copa Doméstica | Competiciones de la Concacaf | Competiciones de la Concacaf | Competiciones de la Concacaf | Total | Total | Total   |
| Equipo                 | Teamporada          | Liga     | JJ             | Goles          | Assists        | JJ                | Goles             | Assists           | JJ             | Goles          | Assists        | JJ                           | Goles                        | Assists                      | JJ    | Goles | Assists |
| ---------------------- | ------------------- | -------- | -------------- | -------------- | -------------- | ----------------- | ----------------- | ----------------- | -------------- | -------------- | -------------- | ---------------------------- | ---------------------------- | ---------------------------- | ----- | ----- | ------- |
| Vancouver 86ers        | 1999                | A-League | 27             | 18             | 10             | 1                 | 0                 | 0                 | -              | -              | -              | -                            | -                            | -                            | 28    | 18    | 10      |
| Rochester Rhinos       | 2000                | A-League | 24             | 6              | 2              | 6                 | 0                 | 0                 | 2              | 0              | 0              | -                            | -                            | -                            | 32    | 6     | 2       |
| Hershey Wildcats       | 2001                | A-League | 16             | 8              | 3              | 2                 | 0                 | 0                 | 1              | 0              | 0              | -                            | -                            | -                            | 19    | 8     | 3       |
| Montreal Impact        | 2002                | A-League | 28             | 18             | 0              | 4                 | 1                 | 0                 | -              | -              | -              | -                            | -                            | -                            | 32    | 19    | 0       |
| Montreal Impact        | 2003                | A-League | 20             | 6              | 3              | 2                 | 0                 | 0                 | -              | -              | -              | -                            | -                            | -                            | 22    | 6     | 3       |
| Montreal Impact        | 2004                | A-League | 23             | 8              | 3              | 5                 | 2                 | 1                 | -              | -              | -              | -                            | -                            | -                            | 28    | 10    | 4       |
| Montreal Impact        | 2005                | USL-1    | 12             | 4              | 0              | 2                 | 0                 | 0                 | -              | -              | -              | -                            | -                            | -                            | 14    | 4     | 0       |
| Vancouver Whitecaps FC | 2006                | USL-1    | 9              | 2              | 1              | 3                 | 2                 | 0                 | -              | -              | -              | -                            | -                            | -                            | 12    | 4     | 1       |
| Vancouver Whitecaps FC | 2007                | USL-1    | 16             | 7              | 1              | 2                 | 0                 | 0                 | -              | -              | -              | -                            | -                            | -                            | 18    | 7     | 1       |
| Vancouver Whitecaps FC | 2008                | USL-1    | 29             | 12             | 3              | 5                 | 2                 | 0                 | 3              | 2              | 0              | -                            | -                            | -                            | 37    | 16    | 3       |
| Montreal Impact        | 2008                | USL-1    | -              | -              | -              | -                 | -                 | -                 | -              | -              | -              | 2                            | 3                            | 0                            | 2     | 3     | 0       |
| Montreal Impact        | 2009                | USL-1    | 28             | 4              | 2              | 6                 | 2                 | 1                 | 3              | 0              | 0              | -                            | -                            | -                            | 37    | 6     | 3       |
| Total de su carrera    | Total de su carrera | -        | 232            | 93             | 28             | 38                | 9                 | 2                 | 10             | 2              | 0              | 2                            | 3                            | 0                            | 281   | 107   | 30      |

- Datos: Q1109191
- Multimedia: Eduardo Sebrango / Q1109191